# Kindling
Kindling è un film muto del 1915 diretto da Cecil B. DeMille conosciuto anche con il titolo The Kindling.
È l'esordio cinematografico di Charlotte Walker, un'attrice texana che, all'epoca, aveva 39 anni.
Il soggetto è basato su The Kindling, la commedia di Charles Kenyon che venne rappresentata a Broadway nel 1911 con protagonista Margaret Illington .

## Produzione
Il film fu prodotto dalla Jesse L. Lasky Feature Play Company.

## Distribuzione
Distribuito dalla Famous Players-Lasky Corporation e dalla Paramount Pictures, il film - presentato da Jesse L. Lasky - uscì nelle sale cinematografiche statunitensi il 12 luglio 1915. Copia del film, un positivo in 35 mm, viene conservata negli archivi dell'International Museum of Photography and Film at George Eastman House.